# Newfoundlandsbankarna

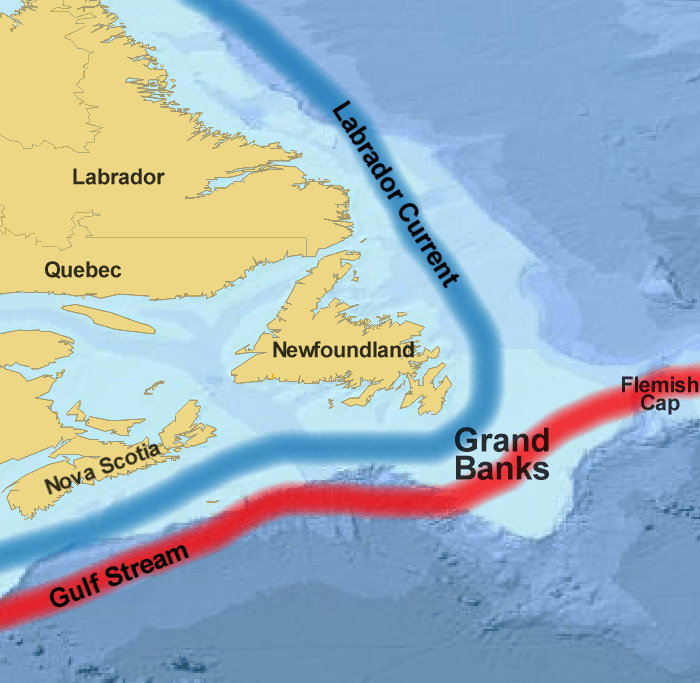
Karta över Newfoundlandsbankarna

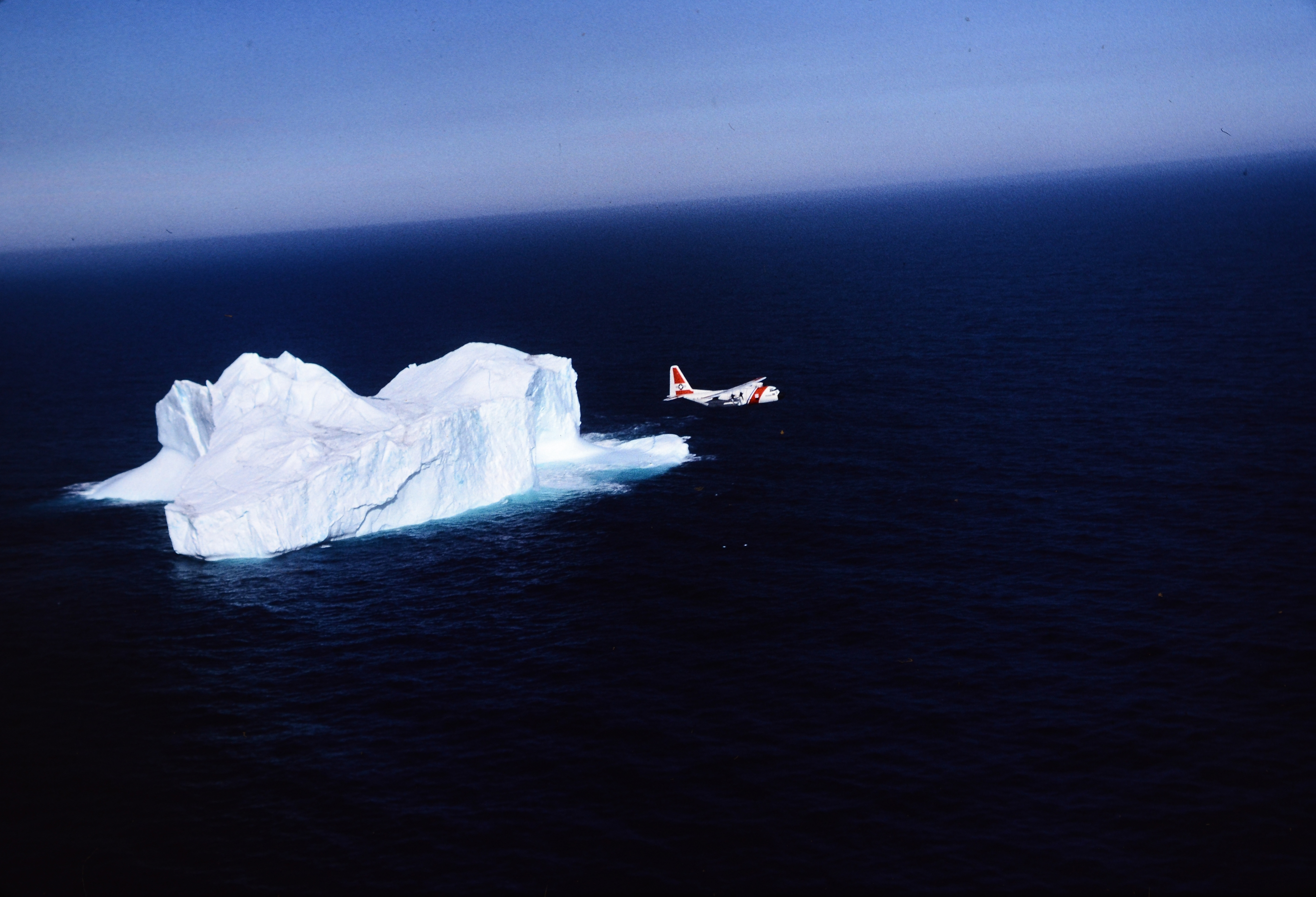
Flygplan passerar isberg som driver omkring vid Newfoundlandsbankarna, juni 1997.

Newfoundlandsbankarna (engelska: Grand Banks of Newfoundland) är en grupp fiskebankar, belägna öster och sydöst om Newfoundlandsön i Kanada. De tros ha bildats då den senaste inlandsisen var som mest utbredd. Uppskattningsvis cirka 11 000 år före Kristus skall den mesta isen ha smält undan, och skapat flera öar som sedan skall ha sjunkit i havet cirka 6 000 före Kristus. Här kommer kallvatten från Labradorströmmen och varmvatten från Golfströmmen, och djurlivet är rikt.
Den 18 november 1929 drabbades området av en kraftig jordbävning.

### Fotnoter
1. ↑  ”Newfoundlandsbankarna”. Nationalencyklopedin. http://www.ne.se/newfoundlandsbankarna. Läst 25 september 2014.
2. ↑  John Shaw. ”Palaeogeography of Atlantic Canadian Continental Shelves from the Last Glacial Maximum to the Present, with an Emphasis on Flemish Cap”. J. Northw. Atl. Fish. Sci. sid. 119-126. Arkiverad från originalet den 21 september 2013. https://web.archive.org/web/20130921053600/http://journal.nafo.int/37/shaw/10-shaw.pdf.
3. ↑  ”Ancient tsunami 'hit New York'” (på engelska). BBC News. 3 maj 2009. http://news.bbc.co.uk/1/hi/sci/tech/8028949.stm. Läst 1 januari 2017.